# Josip Murn

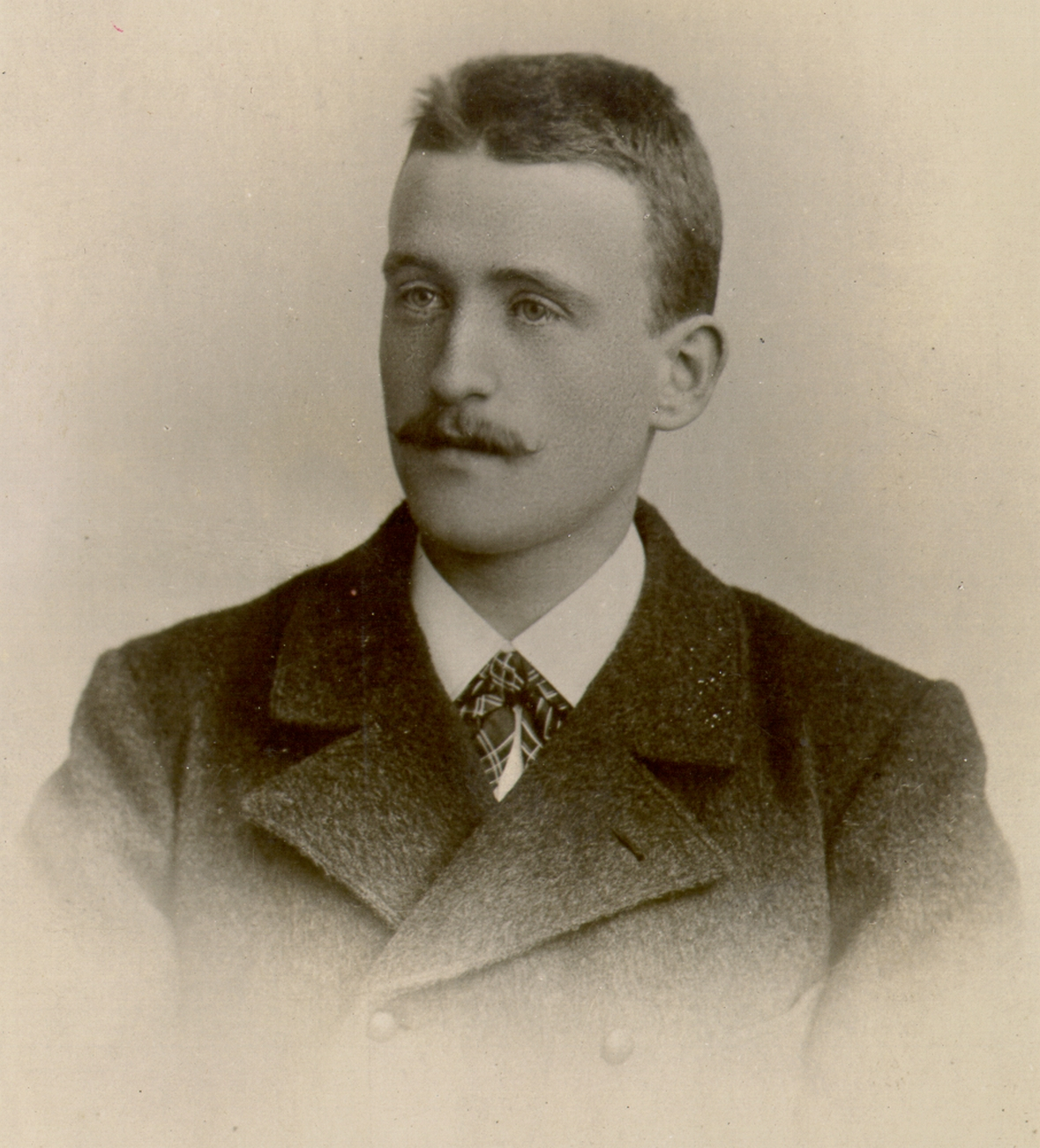
Josip Murn

Josip Murn (Pseudonym: Aleksandrov, * 4. März 1879 in Ljubljana; † 18. Juni 1901 ebenda) war ein slowenischer Lyriker.

## Leben
Murn besuchte die Sekundarschule in Ljubljana und war als Student Mitglied der oppositionellen Studentenverbindung Zadrugo, der auch Ivan Cankar, Oton Župančič und Dragotin Kette angehörten. Von 1890 bis 1895 veröffentlichte er Manuskripte seiner Gedichte in der literarischen Schülerzeitschrift Dijaške vaje. Auf Vermittlung von Franja Tavčar, der Frau von Ivan Tavčar, erhielt er ein Stipendium der Handelskammer, das ihm 1898–99 ein Studium an der Handelsakademie in Wien ermöglichte. Das Studium an der Exportakademie gelang ihm aber nicht, daher wollte er sich für ein Jurastudium in Wien oder Prag umschreiben. Da er jedoch nicht angenommen wurde, verlor er das Stipendium und geriet in finanzielle Not. 1899 kehrte er nach Ljubljana zurück und arbeitete als Stenograf, ab 1900 dann als Schreiber bei der Handelskammer. Wegen seiner Krankheit konnte er bald auch dieser Tätigkeit nicht mehr nachgehen. Bei seiner Rückkehr nach Ljubljana war er bereits an Tuberkulose erkrankt, der er im Juni 1901 zweiundzwanzigjährig erlag.

## Werk

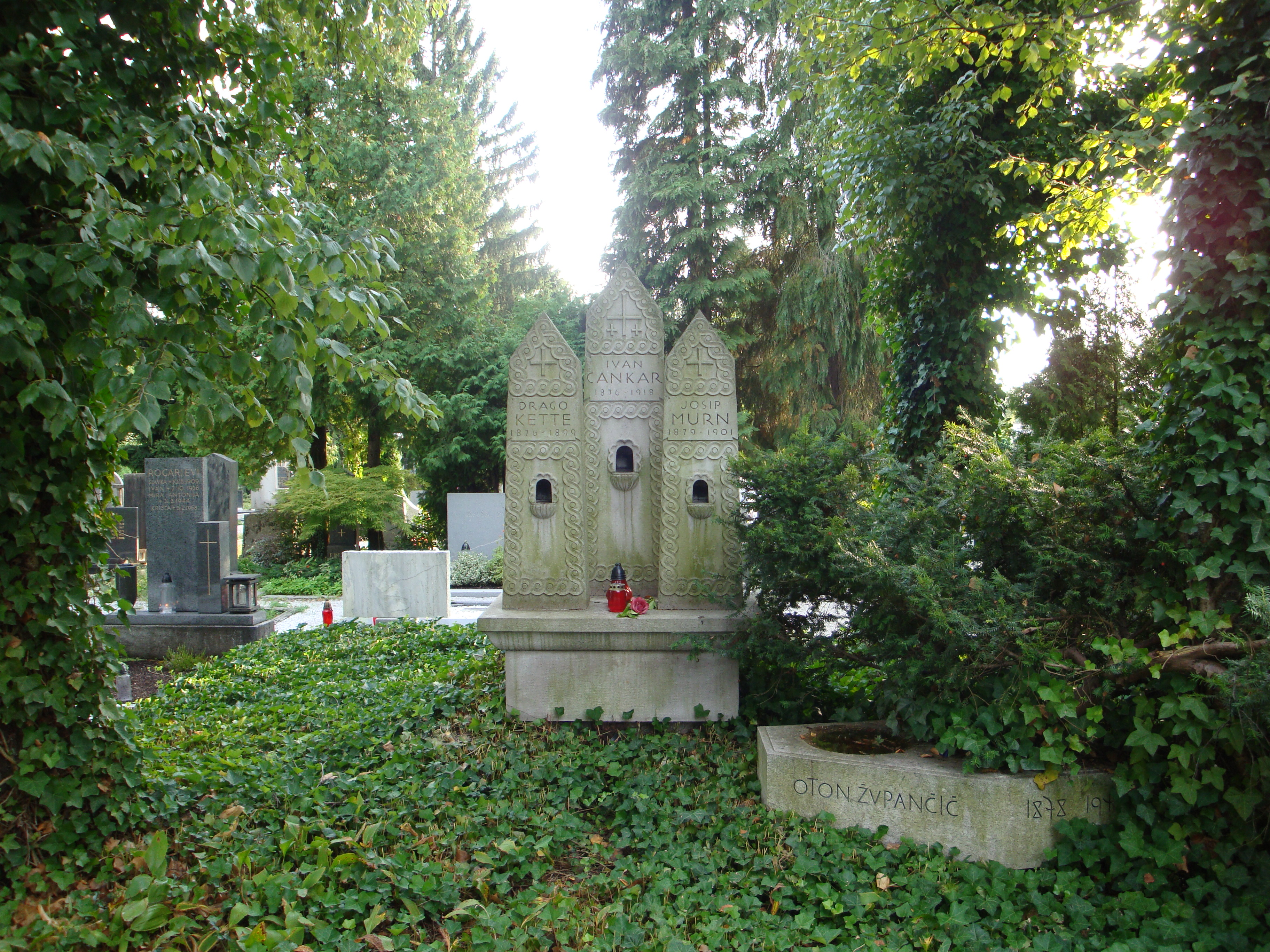
Das gemeinsame Grab von Cankar, Murn und Kette auf dem Friedhof Žale

Murn gilt neben Ivan Cankar, Dragotin Kette und Oton Župančič zu den Begründern der Moderne in der slowenischen Literatur und ist der nach France Prešeren und Edvard Kocbek sowie Niko Grafenauer bedeutendste slowenische Lyriker des 20. Jahrhunderts.
Murn veröffentlichte Gedichte in der Jugendzeitschrift Dijaške vaje, später auch in Angelček, Vrtec, Slovenski narod, Slovenec und Ljubljanski zvon. Dabei benutzte er verschiedene Pseudonyme: Lucijan, Anton Jek, Jurij Klas, Kres, Igorjevič, Jaroslav, Pintev und Aleksandrov.
Seine Gedichte sind existenziell geprägt, persönlich und stimmungsvoll. Thematisch greift er oft bäuerliche Motive und Naturbilder auf. Neben Gedichten schrieb er auch Kurzgeschichten, erzählerische Texte und deutschsprachige Lyrik. Er verfasste auch Heiligenhymnen. Einige Gedichte übersetzte er aus dem Deutschen (u. a. von Goethe und Mickiewicz). Eines seiner bekanntesten Werke ist das Gedicht Pesem („Das Lied“).
Seine Lyrik ist von Heimatlosigkeit, Fremdsein, Sehnsucht, Melancholie, Armut und Einsamkeit geprägt – Ausdruck seines Pessimismus und inneren Unfriedens.
Seine erste Sammlung mit dem Titel Pesmi in romance („Gedichte und Romanzen“) erschien erst postum im Jahr 1903. Die Gedichte dafür stellte Ivan Prijatelj zusammen, der auch das Vorwort schrieb und damit erstmals Murns Bedeutung als Dichter hervorhob. Die Sammlungen Pesmi in romance, Lirske pesmi („Lyrische Gedichte“) und Pisma(„Briefe“) wurden später, 1967, von Dušan Pirjevec in der Sammlung Topol samujoč („Die einsame Pappel“) herausgegeben.

## Würdigung
In Ljubljana wurde in der Altstadt im Jahr 2002 ein Josip-Murn-Denkmal eingeweiht.